# جامعة حفصة
جامعة حفصة هي مدرسة مجاورة للمسجد الإسلامي إسلام آباد ، عاصمة باكستان . يشرف على المسجد وندواته الكاتب عبد العزيز غازي .
المدرسة الدينية ، ومسجد لال المجاور ، كانت مملوكة لأخوين ورجال دين ، مولانا عبد العزيز وعبد الرشيد غازي ،  حتى بدأت عملية مسجد لال وفي النضال الذي تلا ذلك ، تم اعتقال الأخ الأكبر عبد العزيز وأصغر راشد قتل غازي.

## التاريخ
تأسست حفصة ، المدرسة الإسلامية الأنثوية في عام 1992 كفرع شقيق من جامعہ العلوم الاسلامیہ الفریدیہ المعروفة أيضًا باسم جامعة الفريدة. أسس المدارس مولانا عبد الله غازي المدارس عام 1992 ، والذي بقي مستشارًا حتى اغتيل على أيدي مسلحين مجهولين في أكتوبر 1998. يقود المدرسة الآن مولانا عبد العزيز غازي
بعد عملية المسجد ، هدمت الحكومة آنذاك المدرسة الأصلية. ومنذ ذلك الحين ، أعيد بناء المدرسة في القطاع رقم 7 في إسلام أباد. كما تم بناء عدة فروع أخرى في أماكن أخرى في باكستان.

## روابط خارجية
- جامع حفصة
- مسجد لال
- النصف المضروب